# 野尻城 (日向国)
野尻城（のじりじょう）は、宮崎県小林市（旧野尻町）東麓にあった日本の城（山城）。伊東四十八城の一つ。城内の井戸遺構が市の史跡に指定されている。

## 概要
城の周囲を城之下川が囲み、断崖絶壁に挟まれた要害の城で、南北400メートル×東西800メートルの大規模な城域を持つ。当初、城郭は西北部の本丸と東南部に二の丸が存在したと思われていたが、後の調査により東南部が「野尻本城」、西北部が後に築かれた「野尻新城」と判明、二つの城郭が一対になっていた城と考えられている。
現在は農地となっているが、曲輪や空堀の遺構のほかに新城側の井戸跡が残っており、この井戸跡は1989年（平成元年）11月4日に当時の野尻町の史跡に指定された（現在は小林市指定史跡）。

## 歴史
天文年間に伊東氏に築かれた城とされるが、城郭そのもののことか新城のことか詳細は詳らかではない。
それ以前の延元4年（1339年）に、三俣院の高城が畠山直顕に攻め落とされた際、城主の肝付兼重が落城の十日前に城を抜け出してこの野尻城に入ったとされ、また文明6年（1474年）頃に北原氏8代・貴兼により併有されたとの記録もある。その後、北原氏の領地を伊東氏が簒奪したのに伴い伊東氏の城に帰した。
天正4年（1576年）に島津氏により高原城が落とされると、野尻城は紙屋城、戸崎城共々伊東氏にとっての最前線の城となる。高原城主となった島津家臣の上原尚近は、このときの野尻城主である福永祐友が島津に内通しているとの偽りの落とし文を佐土原城下にばら撒き、福永と伊東家主君・伊東義祐の離間を画策した。義祐はそれを信じ福永を遠ざけるようになる。福永はやむなく島津に寝返り、天正5年（1577年）12月7日に城内に島津の兵を引き入れ、野尻城は島津の城に帰した。
元和元年（1615年）の一国一城令により廃城。